# Federación de Escultismo Valenciana
La Federación de Escultismo Valenciana (Federació d'Escoltisme Valencià oficialmente en valenciano) es una asociación interdiocesana conformada por las tres asociaciones de scouts cristianos católicos de la Comunidad Valenciana, que son Scouts de Castellón, Movimiento Escultista de Valencia y Scouts de Alicante. Es la primera entidad eclesial que se coordina en el ámbito de la Comunitat Valenciana. En la actualidad agrupa a más de 6500 niños, niñas, jóvenes y educadores scouts repartidos en más de 70 grupos scouts en cualquiera de las tres capitales de provincia y en más de 30 poblaciones de esta comunidad autónoma.
En el ámbito estatal forma parte del Movimiento Scout Católico que es la federación de asociaciones scouts confesionales del Estado español, con más de 37.000 jóvenes y educadores scouts de toda España repartidos en los cerca de 600 Grupos Scouts. Tiene implantación en todas las comunidades autónomas y en la mayoría de las provincias.
Además, la Federació d’Escoltisme Valencià forma parte del Consell de la Joventut de la Comunitat Valenciana participando activamente en la permanente de dicho organismo.

## Orígenes y creación
La FEV tiene sus orígenes en la Delegación Diocesana de Escultismo de Valencia, que se fundó en 1958 para amparar en Valencia las actividades de los scouts, que habían sido suspendidas por decreto del régimen franquista en 1.940 al término de la guerra civil española.
En 1966 la Delegación Diocesana de Escultismo de Valencia se adscribió al mSc (Movimiento Scout Católico), por lo que fue abandonada por la mayoría de los grupos scouts que pertenecían a la misma, al ver en ello una tergiversación e instrumentalización de los principios e ideales scouts por parte de la Iglesia Católica, utilizando los mismos para hacer proselitismo religioso. Dichos grupos pasaron a fundar la Zona o Región Mediterránea de Scouts de España. Desde aquel momento hasta el año 1985 los grupos que quedaron en la Delegación estuvieron radicados fundamentalmente en la ciudad de Valencia y tenían unos 1000 miembros en activo. En el año 1980 los grupos scouts católicos de Valencia redenominaron a la Delegación como Moviment Escolta de València-MSC(MEV),y los de Castellón de la Plana fundaron Scouts de Castelló - MSC. En 1985 gran parte de los grupos y dirigentes de la Zona XV-Valencia de ASDE Scouts de España se integraron en el Movimient Escolta de València, que de esta manera se abrió a una mayor presencia comarcal de los grupos scouts. En 1986 se funda Scouts de Alicante - MSC. El Escultismo Católico se convirtió en la primera entidad juvenil confesional de la Comunidad Valenciana.

## Asociaciones miembro
- Moviment Escolta de València (MEV)
- Scouts de Alicante (SdA)
- Scouts de Castelló (SdC)

## Proyectos e iniciativas que lleva a cabo

### Escola Lluerna
La Escola Lluerna es la escuela oficial de formación de animadores y educadores de la Federació d'Escoltisme Valencià, homologada por la Generalidad Valenciana, estando adscrita al Instituto Valenciano de Juventud-IVAJ. Ofrece cursos de formación a los grupos scouts y a sus animadores con cursos propios y las titulaciones oficiales de Monitor de Tiempo Libre Infantil y Juvenil (Nudo Gilwell) y de Animador Juvenil (Insignia de Madera).

### Luz de la Paz de Belén
Colabora en la iniciativa del Movimiento Scout Católico de la Luz de la Paz de Belén, que organizan sus tres asociaciones en cada una de las provincias de Alicante, Castellón y Valencia.

## Presidencia
| Nombre del presidente             | Periodo   |
| --------------------------------- | --------- |
| Tomás Guevara Sala                | 1996-1998 |
| José Luis García Comas            | 1998-2000 |
| Salvador Palomares Bosch          | 2000-2003 |
| Luis de Mazarredo Aznar (Gestora) | 2003-2004 |
| Carlos Esteve Aparicio            | 2004-2007 |
| Papi Robles Galindo               | 2007-2010 |
| Luis Belloch Parallo              | 2010-2011 |
| Salvador Lorcar Arjona            | 2011-2013 |
| Begoña Cruz González              | 2013-2016 |
| Ignacio Mora Guijarro             | 2016-2019 |
| David Baldoví Sánchez             | 2019-2022 |